# Incident z radioaktivno kapsulo v Zahodni Avstraliji
Med 10. in 16. januarjem 2023 je iz tovornjaka v Zahodni Avstraliji izginila radioaktivna keramična kapsula s cezijem-137 z aktivnostjo 19 gigabekerelov.
Kapsula v velikosti 6x8 mm, ki je bila uporabljena med rudarjenjem, je bila v fazi 1.400 km dolgega transporta iz rudnika blizu Newmana v skladišče v Malagi (predmestje Pertha),

## Časovnica
10. januarja 2023 je bila kapsula pripravljena na izvedbo popravil v Perthu. Med 11. in 14. januarjem je kapsula zapustila Rio Tintov rudnik Gudai-Darri. Pošiljka s kapsulo je v Perth prispela 16. januarja, kjer je bila raztovorjena ter varno uskladiščena. Paket je bil za pregled odprt 25. januarja, ko so ugotovili, da je manjkal eden izmed 4 pritrdilnih vijakov ter kapsula sama. Oblasti so domnevale, da se je zapah zrahljal zaradi tresljajev med potovanjem, nato pa je kapsula padla skozi luknjo za zapah.
25. januarja zvečer je policija Zahodne Avstralije obvestila Oddelek za gasilske in nujne primere (DFES) o pogrešani kapsuli. Glavni zdravniški načelnik Zahodne Avstralije Andy Robertson je organiziral nujno tiskovno konferenco, na kateri je DFES 27. januarja izdal "nujno opozorilo za javno zdravstvo". Javnost so opozorili, naj v slučaju najdenja kapsule upoštevajo varno razdaljo petih metrov, voznike, ki so pred kratkim uporabljali veliko severno avtocesto, pa so pozvali, naj preverijo pnevmatike svojih vozil, če se je kapsula zagozdila v pnevmatiki.
Po prijavi izginotja kapsule je potekalo intenzivno iskanje, v katerem je sodelovalo več kot 100 ljudi. V iskanje so bile vključene Avstralska agencija za zaščito pred sevanjem in jedrsko varnost, zahodnoavstralska policija, DFES in Avstralska organizacija za jedrsko znanost in tehnologijo.
Kapsulo je 1. februarja našla iskalna ekipa v vozilu, 74 km južno od Newmana.